# Eike Hovermann
Eike Anna Maria Hovermann (* 27. Mai 1946 in Eickelborn) ist ein deutscher Politiker (SPD).

## Leben und Beruf
Nach dem Abitur 1964 in Warburg studierte Hovermann in Münster Geschichte und Latein auf Lehramt. Nach dem Studium arbeitete er als Lehrer an Gymnasien in Münster, Burgsteinfurt, Erwitte und Lippstadt-Overhagen.
Hovermann ist verheiratet und hat zwei Kinder.

## Partei
Hovermann ist seit 1969 Mitglied der SPD und war von 1992 bis 2010 Vorsitzender des SPD-Unterbezirks Soest.

## Abgeordneter
Von 1979 bis 1994 gehörte er dem Stadtrat von Lippstadt und von 1989 bis 2004 dem Kreistag des Kreises Soest an.
Am 13. Januar 1995 rückte Hovermann für den ausgeschiedenen SPD-Abgeordneten Hans Gottfried Bernrath in den Bundestag nach und schied nach der Wahl 2009 aus dem Bundestag aus. Hier war er von Oktober 1998 bis Oktober 2002 stellvertretender Sprecher der Arbeitsgruppe Gesundheit und daneben von Januar 1999 bis Oktober 2002 Kur- und Reha-Beauftragter der SPD-Bundestagsfraktion. Er gehörte dem Beirat zweier privater Versicherungen an.
Eike Hovermann war seit der 1998 als direkt gewählter Abgeordneter des Wahlkreises Soest und sonst stets über die Landesliste Nordrhein-Westfalen in den Bundestag eingezogen. Im Oktober 2009 schied er mit der 16. Legislaturperiode aus dem Bundestag aus.